# Барриос, Мигель де
Мигель де Барриос (исп. Miguel de Barrios); в еврейских источниках Даниил Леви де Барриос (Daniel ha-Levi de Barrios; 1625—1701) — испанский и еврейский поэт и историк, биограф своих современников.

## Биография
Барриос был сыном марана (потомка крещеных евреев, формально католика, но тайно верного религии его предков) Симона де Барриос, именовавшегося также Яковом Леви Канисо (Jacob Levi Caniso), и его жены Сарры Валле (Sara Valle). Чтобы избегнуть преследований испанской инквизиции, Симон перебрался в Португалию и, прожив там некоторое время, переселился в Алжир.
Мигель де Барриос из Алжира отправился в Италию, проживал некоторое время у родственников в Ницце. Затем он уехал в Ливорно, где пробыл довольно долго и где его тётка, жена Исаака Когена де Соза (Isaac Cohen de Sosa), убедила его открыто объявить себя евреем.
Вскоре он женился на своей дальней родственнице Деборе Ваес (Deborah Vaez) и решил покинуть Европу. В 1660 г. Барриос вместе с 152 единоверцами направился в Вест-Индию. По прибытии в Тобаго он потерял свою молодую жену и вскоре вернулся в Европу.

### На военной службе
В Брюсселе он вступил в ряды испанских войск. В Брюсселе он вращался в среде испанских и португальских рыцарей и быстро достиг чина капитана. Здесь он написал свое лучшее поэтическое произведение «Flor de Apolo», драмы и «Coro de los Musas», в котором он воспевал славу монархов Европы и красоту наиболее в то время цветущих городов — Мадрида, Лиссабона, Парижа, Лондона, Рима, Амстердама и др. Там же он задумал свою обширную поэму «Imperio de Dios» (Империя Бога), или «Harmonia del mundo» (Гармония мира), на темы из Пятикнижия, разделённую на двенадцать частей. Каждая из них посвящалась одному из монархов Европы. Некоторые из последних уже успели послать автору свои портреты, родословные и гербы, а также обещали материальную поддержку для издания сочинения Барриоса; однако совет старейшин («maamad») и раввины амстердамской общины отказались дать свою «апробацию» (согласие) этому изданию, так как, по их мнению, оно могло профанировать закон Господа Бога.

### Приверженец Саббатая Цеви
В 1674 г. Барриос покинул испанскую службу и направился в Амстердам, где примкнул к многочисленным приверженцам Саббатая Цеви. Он твердо верил в пришествие Мессии в новогодие 5435 года по еврейскому календарю (1674—1675 годы). В предшествовавшую этому дню Пасху он внезапно лишился рассудка, постился четверо суток, отказываясь принять какую бы то ни было пищу, и вследствие этого сильно ослабел, но находился под надзором авторитетного раввина-каббалиста Якова Саспортаса, который также помогал Барриосу своими советами при составлении поэмы «Harmonia del mundo».
Всю свою жизнь Барриос бедствовал. Ради заработка он воспевал славу богатых испанско-португальских евреев по случаю разных печальных и радостных событий их жизни и посвящал им свои мелкие сочинения. Часто эти произведения являются единственными источниками, из которых можно почерпнуть те или иные сведения об учёных, благотворительных учреждениях и еврейских академиях времён Барриос, хотя не всегда даваемые им сведения надёжны.

### Смерть
Барриос был погребён на амстердамском кладбище рядом с своей второй женой, умершей в 1686 г. В её честь он составил общую для них двоих стихотворную эпитафию, отражавшую трогательную любовь к покойной.

## Творчество
Барриос был наиболее плодовитым поэтом среди всех испанско-португальских евреев своего времени. Почти ежегодно выходило одно или более его произведений. Его главными трудами являются:
- «Flor de Apolo», стихотворный сборник заключающий децимы, 62 сонета и три комедии: «Pedir favorol contrario», «El canto junto al encanto» и «El espanjol de Oran» (Брюссель, 1663);
- «Contra la verdad no ay fuerca» (Амстердам, 1665—1667) — панегирик Аврааму Атиасу (Abraham Athias), Якову Родригесу Казересу (Jacob Rodrigues Caseres) и Рахили-Нунес Фернандес (Rachel Nuñez Fernandez), погибшим мученической смертью в Кордове;
- «Coro de los Musas» (в 9 частях, Брюссель, 1672);
- «Imperio de Dios en la Harmonia del mundo» (Брюссель, 1670—1674; в первом издании 125, во втором — 127 стихов);
- «Sol de la vida» (Брюссель, 1673);
- «Mediar estremos, decada primera en Kos Hasana» (Амстердам, 1677);
- «Metros nobles» (Амстердам, без указания даты);
- «Triumpho Cesareo en la description universal de Panonia у de la conquista de la ciudad de Buda» (Амстердам, 1687);
- «Dios nos otros» (там же, без даты);
- «Historia real de la Gran Bretana» (там же, 1688);
- «Arbol de la vida con raizes de la ley» (там же, 1689).

Мелкие литературные и биографические труды Барриоса вышли под разными заглавиями и в разное время двумя изданиями. Они трактуют о разных «hermandades academicas» и «academias caritativas». Наиболее ценными из них следует признать часто упоминаемое «Relacion de los poetas у escriptores españoles de la nacion judayca» и «Hez Jaim, Arbol de las vidas», посвящённое амстердамским учёным. Оба эти труда были перепечатаны с пояснительными примечаниями в Rev. ét. juiv. (XVIII, 281—289, XXXII, 92—101).
Последнее сочинение Барриоса озаглавлено: «Piedro Derribadora de la sonjada estatuades de el ano de 1689 al de 1700» (без даты).